# Kamal Ganzouri

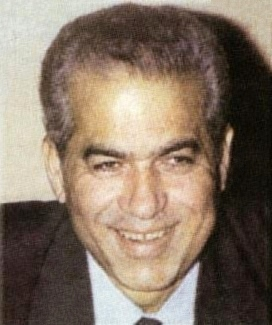
Kamal Ganzouri

Kamal Ahmed Al-Ganzouri (Arabisch: كمال أحمد الجنزوري, Kamāl Aḥmad al-Ǧanzūrī) (Al Minufiyah, 12 januari 1933 – New Cairo, 31 maart 2021) was een Egyptisch politicus. Sinds december 2011 stond hij als premier aan het hoofd van een "kabinet van nationale redding".
Ganzouri studeerde in de Verenigde Staten en werkte vervolgens bij de Arabische Ontwikkelingsbank voor Afrika. Na twee gouverneurschappen van provincies kwam hij in de regering als onderminister van planning. Van 1986 tot 1996 was hij vicepremier onder Atef Sidki, belast met de coördinatie van het financiële en economische beleid.
Ganzouri was verantwoordelijk voor de economische liberalisering die vanaf 1991 werd ingezet op wens van het Internationaal Monetair Fonds en de "Club van Parijs", waarin Egypte's voornaamste schuldeisers waren verenigd. Hij voerde bezuinigingen en privatiseringen door, loste schulden af en verlaagde de invoerrechten voor buitenlandse producten. In ruil kreeg Egypte een kwijtschelding van de helft (11 miljard dollar) van de nationale schulden en nieuwe leningen van het IMF. 
Dit proces liep door toen Ganzouri in januari 1996 Sidki opvolgde als premier. Het land had in die tijd te kampen met aanslagen door de terreurorganisatie Gama'a al-Islamiyya op economische doelen, toeristen en Egyptische burgers, vooral Kopten. Op 8 februari 1997 was ook Ganzouri het doelwit van een aanslag, (evenals president Mubarak. De premier bereikte in juli 1997 een overeenkomst met de islamisten, maar een radicale fractie pleegde in oktober dat jaar de aanslag in Luxor, waarbij tientallen doden vielen. De toeristen bleven daarna vrijwel weg.
In oktober 1999 werd Ganzouri als premier vervangen door Atif Obaid. Hij trok zich terug uit de politiek nam afstand tot president Mubarak en stond zelfs enige tijd onder huisarrest. Voorjaar 2011 sprak hij zich tijdens de opstand van jongeren uit voor hervormingen. Op 24 november 2011 schoof de Nationale Militaire Raad Kamal Ganzouri naar voren als kandidaat-premier. Hij kondigde aan te wachten met de samenstelling van een kabinet tot na de parlementsverkiezingen van 28 november. De demonstranten op het Tahrirplein in Caïro maakten duidelijk dat ze Ganzouri te oud vonden en te veel een representant van het oude bewind. Maar in tegenstelling tot veel andere ministers onder Mubarak werd zijn integriteit niet in twijfel getrokken. Op 3 december had Ganzouri zijn kabinet klaar, en op 7 december legden de ministers de eed af. Premier Ganzouri kreeg van de Nationale Militaire Raad de meeste presidentiële bevoegdheden overgedragen. Alleen militaire en justitiële zaken bleven het domein van de junta. Ganzouri werd op 24 juli 2012 opgevolgd door Hesham Qandil.
Ganzouri overleed medio maart 2021 op 88-jarige leeftijd.